# Astralkropp
Astralkroppen (av latin astralis, stjärna) är enligt nyplatonikerna, Paracelsus och andra teosofer en osynlig organism som är den närmaste och omedelbaraste bäraren av människosjälen. Astralkroppen tänks då som en utstrålning från stjärnorna och anses finnas kvar någon tid efter en människas död.